# Bolesław Nowik
Bolesław Nowik (ur. 12 lipca 1952,  zm. 22 stycznia 1998 w Jastrzębiu-Zdroju) – polski bokser.
Walcząc w ringu reprezentował barwy klubowe, Zagłębia Lubin i GKS Jastrzębia. Uczestnicząc w Mistrzostwach Europy w Halle 1977 roku, został wyeliminowany w swojej pierwszej walce w kategorii półśredniej. Startując w mistrzostwach Polski, wywalczył mistrzostwo w 1977, a wicemistrzem kraju był w 1975 roku, wszystkie medale zdobył w wadze półśredniej.
W swojej pięściarskiej karierze stoczył ok. 200 walk, z czego ok. 150 wygrał, 10 zremisował i 40 pojedynków przegrał.